# Erlenbach (Anlauter)
Der Erlenbach ist ein etwa 2,2 Kilometer langer linker Nebenfluss der Anlauter bei Nennslingen im mittelfränkischen Landkreis Weißenburg-Gunzenhausen.

## Etymologie
Der Bach ist nach der Erle benannt, einem hierzulande für Bruchwälder charakteristischen Laubbaum.

## Verlauf
Er entspringt auf einer Höhe von ca. 520 m ü. NHN beim Bergener Gemeindeteil Syburg aus dem Zusammenfluss des von Bergen kommenden rechten Hauptgrabens und des in der Nähe von Dannhausen entstehenden linken Weiherespangrabens, auch Augraben genannt. Etwas westlich der Kreisstraße WUG 14 zieht er mäandrierend in Richtung Süden nach Nennslingen, wo er den Schwabenweiher durchfließt und kurz darauf innerhalb der Ortschaft auf einer Höhe von ca. 511 m ü. NHN von links in die obere Anlauter mündet.
Der größte Teil seine Laufes führt durch einen Erlenbruchwald, einen den größten Teil des Jahres überfluteten Sumpfwald. Die Erle ist eine der wenigen einheimischen Baumarten, die unter diesen Bedingungen existieren kann. Das Gebiet ist ein Refugium für seltene Amphibien-, Vogel- und Pflanzenarten. Seit 2011 ist ein circa 3000 m2 großes Stück davon im Besitz des Landesbundes für Vogelschutz.